# Silene stenophylla
Silene stenophylla es una especie de planta del género Silene (familia Caryophyllaceae) que crece en Siberia nororiental y en las montañas septentrionales de Japón.

## Descripción
Es una planta herbácea de pequeño tamaño (7-20 cm), perenne, con las hojas caulinares opuestas, lineales, estrechas. Las basales más oblongas/ovaladas y anchas, subespatuladas, ligeramente mucronadas, cespitosas y apretadas entre sí simulando una roseta basal; todas vellosas/hirsutas con pelos glandulíferos, enteras y sin estípulas. Los tallos, igualmente algo hirsuto/glandulares, uniflorales. Dichas flores son pentámeras, con cáliz hinchado de unos 10-15 mm, dentado, glabro, con 10 nervios conspicuos no reticulados y corola de pétalos escotados (aunque la diagnosis original de Ledebour describe: «Petala margine integerrima videntur alba»...«Petalis integerrimis» - bordes de los pétalos/pétalos íntegros...), patentes hasta reflejos, de color que va del blanco al lila claro. El fruto es una cápsula pentalocular con numerosas semillas reniformes espesas, finamente tuberculadas, de coloración parduzca. Una parte de dichas simientes están ya conservadas en la Bóveda Global de Semillas de Svalbard, en la isla noruega de Spitzberg.

## Ecología

### Hábitat y distribución
Florece en verano en barrancos y riberas arenosas de Siberia oriental.
Presente también en las Montañas del Norte de Japón.

## Regeneración de semillas prehistóricas
En 2012 se concluyeron estudios sobre restos de un fruto (cápsula) inmaduro de S. stenophylla, de aproximadamente 32.000 años de antigüedad, sepultados en terrenos del Pleistoceno tardío, a unos 40 metros de profundidad en el suelo permanentemente helado (permafrost) de la tundra siberiana, en una madriguera fosilizada de ardillas en el locus typicus de Duvanny Yar, sobre la ribera del curso inferior del río Kolyma.
Dichos restos fueron regenerados por investigadores rusos a partir de tejidos madre (placenta) excepcionalmente conservados de dicho fruto, utilizando cultivo in vitro y micropropagación clonal.
Los individuos obtenidos son sexualmente viables y sus propias semillas han germinado después de haber sido artificialmente polinizadas con polen de otros individuos de la especie encontrados juntos al fruto regenerado. Presentan algunas diferencias morfológicas en la corola (e.g. anchura y escote de los pétalos) respecto o ejemplares actuales cultivados al mismo tiempo como testigos de comparación; pero no presentaron diferencia alguna durante el crecimiento pre antesis, o sea en los dos años que preceden, pues la planta es perenne. Por otra parte, dos de cada tres ejemplares del Pleistoceno eran estrictamente femeninos, pero todos han originado individuos hermafroditas.
Se atribuyen dichas diferencias fenotípicas (plasticidad fenotípica) a las condiciones climáticas durante el Pleistoceno (e.gr. temperatura y fotoperiodo). Tales variaciones debidas a las condiciones ambientales habían sido anteriormente descritas en otros representantes de la familia Caryophyllaceae.

## Taxonomía
Silene stenophylla fue descrita por Carl Friedrich von Ledebour y publicado en Flora Rossica 1(2): 306. 1842.
Citología
- Tiene un número de cromosomas de 2n=24[10]

Etimología
Silene es muy probablemente una alusión a Sileno (en griego Σειληνός; en latín Sīlēnus) padrastro de Baco, siempre figurado con una barriga inflada, evocada por el cáliz a menudo hinchado de numerosas especies del género. Aunque también se ha insinuado (Teofrasto via Lobelius y luego Linneo) una posible origen a partir del Griego σίαλoν, ου, saliva, moco, baba, aludiendo a la viscosidad de ciertas especies, o bien σίαλος, oν, gordo, que sería lo mismo que la primera interpretación, o sea, inflado/hinchado.
stenophylla epíteto latino que se refiere al carácter estrecho de las hojas (de στενος, estrecho y φύλλον, hoja); o sea «Silene de hojas estrechas», refiriéndose a las hojas caulinares.